# Кира
Кира је женски облик од имена Кир. Према једном тумачењу, њено значење са грчког је „дама“. Међутим, постоји и тумачење да значи „вођа“, „лидер“. Као ирско женско име, има значење „мрачна дама“, а као персијско - „Сунце“. У Русији је ово верзија енглеског имена Cyrus. У тој земљи се слави и имендан 12. марта, али и у Пољској 7. јула, а у Летонији постоје два имендана; 10. марта и 12. октобра. На енглеском, Кира је варијанта имена Ciara. У Србији ово име је облик имена Ћирило.

## Популарност
У САД је ово име постало популарно након 1960. када је било међу првих 1.000, а од 1993. до 2007. је било међу првих четиристо. У Канади је од 1999. до 2004. било међу првих осмадесет, а у Мађарској 2004. и 2005. било међу првих седамдесет. Ово име је популарно и у другим земљама, углавном као женско име. У јужној Аустралији је 2001. било на 564. месту као име за дечаке.

## Занимљивости
Занимљиво је да један од главних ликова СФ серије „Звездане стазе: Дубоки свемир 9“ носи ово име. Једно насељено место на Соломоновим Острвима носи назив „Kirakira“